# دبره مارکوس
دبره مارکوس (به لاتین: Debre Marqos) یک شهر در اتیوپی است که در منطقه امهارا واقع شده‌است. دبره مارکوس ۲۶۲٬۴۹۷ نفر جمعیت دارد و ۲٬۴۴۶ متر بالاتر از سطح دریا واقع شده‌است.